# Señora
Señora, egy mexikói telenovella a TV Aztecától. Főszereplői: Julieta Egurrola, Fernando Ciangherotti, Aylín Mújica, Javier Gómez és Héctor Bonilla. 1998-ban kezdődött el az Azteca 13 csatornán. Magyarországon először 2000. április 17-én került adásba a RTL Klubon.

## Történet
|  | Alább a cselekmény részletei következnek! |

Julio Valencia, a gazdag földbirtokos megerőszakolja a földjén élő fiatal lányt, Dolorest. Az éjszaka Dolores számára nem marad következmények nélkül. Julio Valencia, miután tudomást szerez a terhességről parancsot ad, hogyha a gyermek lány lesz, azonnal végezni kell vele. Dolores-nek kislánya születik és abban a hitben él, hogy a gyermekét megölték. A kislányt két asszony, Refugio és Magdalena veszi magához, akik az Isabel nevet adják neki. Dolores a gyermeke „halála” miatt érzett fájdalmában  rágyújtja az istállót Juliora, majd ezután elhagyja a birtokot és Victoria Santa Cruz néven új életet kezd. 20 évvel később Victoria egy nagy cég tulajdonosa, férjhez ment Omar Cervanteshez és született két gyermekük: Ariadna és Lorena. Az asszonyt még mindig kísérti elveszett lánya emléke, és minden követ megmozgat, hogy a nyomára bukkanjon. Isabel börtönben van, lopott, mert már nem bírta az éhezést. Egyetlen célja, hogy megtalálja édesanyját, és elégtételt vegyen azért, mert elhagyta őt. Esküdt ellensége, Leticia mindent megtesz, hogy megkeserítse az életét. A lányt Sergio Blanca, egy neves ügyvéd juttatta börtönbe, és a sors iróniájaként ő is viszi ki onnan. Isabel beleszeret Sergioba, nem is sejtve, hogy az ügyvéd házas ember, és egy lánya is van, Fabiola. Azonban Deborah-t, Sergio feleségét meggyilkolják, és a férfiba csak Isabel szerelme önt lelket. Victoria egy kórházban újra rátalál Julióra, aki agyvérzés következtében lebénult és nem tud beszélni. Bosszúból a házába viszi. A sors furcsa fintoraként Isabel Victoria házában kap állást, Juliót kell ápolnia és ezzel anya, apa és lánya tudtukon kívül egymásra találnak. Victoria is szerelemre lobban Sergio iránt, nem is sejtve, hogy lánya szerelmét rabolja el ezzel. Összeházasodnak, és az esküvő napján tudja meg Juliótól, hogy Isabel a lánya. A történet 4 évvel később folytatódik, Isabel már Eduardo felesége... 
|  | Itt a vége a cselekmény részletezésének! |

## Szereplők
| Színész(nő)           | Szerepnév                  | Megjegyzés                                                        | Magyar hangok                  |
| --------------------- | -------------------------- | ----------------------------------------------------------------- | ------------------------------ |
| Julieta Egurrola      | Dolores/Victoria Santacruz | Omar első, később Sergio második felesége, Isabel édesanyja       | Andresz Kati                   |
| Fernando Ciangherotti | Sergio Blanca              | Ügyvéd, Fabiola édesapja, Victoria második férje, Isabel szerelme | Sörös Sándor                   |
| Aylín Mújica          | Isabel Fernández           | Victoria és Julio lánya                                           | Zsigmond Tamara                |
| Javier Gómez          | Eduardo Covarrubias        | Victoria szeretője, később Isabel férje                           | Barbinek Péter                 |
| José Luis Franco      | Kennedy                    | Sofőr a Cervantes családnál                                       |                                |
| Roberto Montiel       | Julio Valencia             | Földbirtokos, Isabel édesapja                                     | Orosz István                   |
| Cristina Michauss     | Leticia Chávez             | Isabel esküdt ellensége                                           |                                |
| Mónica Franco         | Bárbara Bracamontes        | Debora húga, Sergio sógornője                                     |                                |
| Débora Ríos           | Norma                      | Isabel barátnője                                                  |                                |
| Omar Germenos         | Javier                     | Lorena férje                                                      |                                |
| Milton Cortés         | Edgar                      | Ariadna szeretője                                                 |                                |
| Alicia Bonet          | Susana Bracamontes         | Fabiola anyai nagymamája, Deborah és Barbara édesanyja            | Némedi Mari                    |
| Alicia Laguna         | Guillermina                |                                                                   |                                |
| Armando Pascual       | Gonzalo Blanca             | Sergio édesapja, Fabiola apai nagyapja, később Magdalena férje    | Kristóf Tibor / Perlaki István |
| Juan Gallardo         | Roberto Bracamontes        | Deborah és Barbara édesapja, Fabiola anyai nagyapja               | Papp János                     |
| Eva Prado             | Enedina                    | Házvezetőnő a Cervantes családnál, Omar második felesége          | Árkosi Kati                    |
| Jonadyka Muriel       | Esther                     | Fabiola, később José Manuel dajkája                               |                                |
| Ana Claudia Talancón  | Lorena Cervantes           | Victoria és Omar kisebbik lánya                                   |                                |
| Ximena González-Rubio | Ariadna Cervantes          | Victoria és Omar idősebbik lánya                                  | Biró Anikó                     |
| Alejandra Lazcano     | Fabiola Blanca             | Sergio lánya                                                      | Nemes Takách Kata              |
| Bernardo Harvey       | José Manuel Blanca         | Isabel és Sergio fia                                              | Czető Roland                   |
| Adriana Parra         | Magdalena                  | Victoria régi barátnője                                           | Zsurzs Kati                    |
| Héctor Bonilla        | Omar Cervantes             | Victoria első férje, Lorena és Ariadna édesapja                   | Versényi László                |
| Vanessa Acosta        | Dolores (fiatal)           |                                                                   |                                |
| Alejandra Simancas    |                            |                                                                   |                                |
| Gina Morett           | Refugio                    | Magdalena nővére                                                  | Dallos Szilvia                 |
| María Colla           | Deborah de Blanca          | Sergio első felesége, Fabiola édesanyja                           |                                |
| Lourdes Villareal     | lic. Urrutia               |                                                                   |                                |
| Roberto Sosa          | Antonio atya               |                                                                   |                                |

## Korábbi verzió
Az 1988-as venezuelai Señora Caridad Canelón, Maricarmen Regueiro és Carlos Mata főszereplésével.

## Érdekességek
- A történet több szálon hasonlít a Titkok és szerelmek című mexikói telenovellára, ahol a történet alapja szintén az anyjától elválasztott gyermek, illetve az anya és lánya tudtukon kívüli egymásra találása, majd a rögös út ahhoz, hogy egymásra találjanak.

## Fordítás
- Ez a szócikk részben vagy egészben  a   Señora (telenovela mexicana) című spanyol Wikipédia-szócikk fordításán alapul.  Az eredeti cikk szerkesztőit annak laptörténete sorolja fel. Ez a jelzés csupán a megfogalmazás eredetét és a szerzői jogokat jelzi, nem szolgál a cikkben szereplő információk forrásmegjelöléseként.